# Đội tuyển bóng đá U-23 quốc gia Đông Timor
Đội tuyển bóng đá U-23 quốc gia Đông Timor (tiếng Anh: Timor-Leste national Under-23 football team; cũng được gọi là U-23 Đông Timor hoặc Selecao U-23) đại diện cho Đông Timor trong các giải thi đấu bóng đá quốc tế tại Thế vận hội, Đại hội Thể thao châu Á, Đại hội Thể thao Đông Nam Á và  bất kỳ các giải đấu bóng đá quốc tế U-23 khác. Đội tuyển được kiểm soát bởi Liên đoàn bóng đá Đông Timor, cơ quan quản lý bóng đá trong nước. Đông Timor hiện là một trong những đội tuyển yếu nhất trên thế giới. Họ đã thắng trận đấu đầu tiên vào ngày 5 tháng 11 năm 2011 trước Brunei với tỷ số 2–1.

## Sân vận động
- Sân vận động Quốc gia Đông Timor (2002–đến nay)

## Thành tích tại các giải đấu

### Kỷ lục Thế vận hội
| Kỷ lục Thế vận hội Mùa hè | Kỷ lục Thế vận hội Mùa hè | Kỷ lục Thế vận hội Mùa hè | Kỷ lục Thế vận hội Mùa hè | Kỷ lục Thế vận hội Mùa hè | Kỷ lục Thế vận hội Mùa hè | Kỷ lục Thế vận hội Mùa hè | Kỷ lục Thế vận hội Mùa hè | Kỷ lục Thế vận hội Mùa hè |
| Năm                       | Kết quả                   | Vị trí                    | ST                        | T                         | H                         | B                         | BT                        | BB                        |
| ------------------------- | ------------------------- | ------------------------- | ------------------------- | ------------------------- | ------------------------- | ------------------------- | ------------------------- | ------------------------- |
| 2004                      | Không vượt qua vòng loại  | Không vượt qua vòng loại  | Không vượt qua vòng loại  | Không vượt qua vòng loại  | Không vượt qua vòng loại  | Không vượt qua vòng loại  | Không vượt qua vòng loại  | Không vượt qua vòng loại  |
| 2008                      | Không vượt qua vòng loại  | Không vượt qua vòng loại  | Không vượt qua vòng loại  | Không vượt qua vòng loại  | Không vượt qua vòng loại  | Không vượt qua vòng loại  | Không vượt qua vòng loại  | Không vượt qua vòng loại  |
| 2012                      | Không tham dự             | Không tham dự             | Không tham dự             | Không tham dự             | Không tham dự             | Không tham dự             | Không tham dự             | Không tham dự             |
| 2016                      | Không vượt qua vòng loại  | Không vượt qua vòng loại  | Không vượt qua vòng loại  | Không vượt qua vòng loại  | Không vượt qua vòng loại  | Không vượt qua vòng loại  | Không vượt qua vòng loại  | Không vượt qua vòng loại  |
| 2020                      | Không vượt qua vòng loại  | Không vượt qua vòng loại  | Không vượt qua vòng loại  | Không vượt qua vòng loại  | Không vượt qua vòng loại  | Không vượt qua vòng loại  | Không vượt qua vòng loại  | Không vượt qua vòng loại  |
| 2024                      | Không vượt qua vòng loại  | Không vượt qua vòng loại  | Không vượt qua vòng loại  | Không vượt qua vòng loại  | Không vượt qua vòng loại  | Không vượt qua vòng loại  | Không vượt qua vòng loại  | Không vượt qua vòng loại  |
| 2028                      | Chưa xác định             | Chưa xác định             | Chưa xác định             | Chưa xác định             | Chưa xác định             | Chưa xác định             | Chưa xác định             | Chưa xác định             |
| Tổng số                   | 0                         | 0/6                       | 0                         | 0                         | 0                         | 0                         | 0                         | 0                         |

### Kỷ lục Đại hội Thể thao châu Á
(Kể từ năm 2002 đội tuyển U-23)
| Đại hội Thể thao châu Á | Đại hội Thể thao châu Á | Đại hội Thể thao châu Á | Đại hội Thể thao châu Á | Đại hội Thể thao châu Á | Đại hội Thể thao châu Á | Đại hội Thể thao châu Á | Đại hội Thể thao châu Á |
| Năm                     | Kết quả                 | ST                      | T                       | H*                      | B                       | BT                      | BB                      |
| ----------------------- | ----------------------- | ----------------------- | ----------------------- | ----------------------- | ----------------------- | ----------------------- | ----------------------- |
| 2002                    | Không tham dự           | Không tham dự           | Không tham dự           | Không tham dự           | Không tham dự           | Không tham dự           | Không tham dự           |
| 2006                    | Không tham dự           | Không tham dự           | Không tham dự           | Không tham dự           | Không tham dự           | Không tham dự           | Không tham dự           |
| 2010                    | Không tham dự           | Không tham dự           | Không tham dự           | Không tham dự           | Không tham dự           | Không tham dự           | Không tham dự           |
| 2014                    | Vòng 1                  | 3                       | 0                       | 0                       | 3                       | 2                       | 13                      |
| 2018                    | Vòng 1                  | 3                       | 0                       | 0                       | 3                       | 3                       | 15                      |
| 2022                    | Không tham dự           | Không tham dự           | Không tham dự           | Không tham dự           | Không tham dự           | Không tham dự           | Không tham dự           |
| 2026                    | Chưa xác định           | Chưa xác định           | Chưa xác định           | Chưa xác định           | Chưa xác định           | Chưa xác định           | Chưa xác định           |
| Tổng số                 | Vòng 1                  | 6                       | 0                       | 0                       | 6                       | 5                       | 28                      |

### Giải vô địch bóng đá U-23 châu Á
| Thành tích Giải vô địch bóng đá U-23 châu Á | Thành tích Giải vô địch bóng đá U-23 châu Á | Thành tích Giải vô địch bóng đá U-23 châu Á | Thành tích Giải vô địch bóng đá U-23 châu Á | Thành tích Giải vô địch bóng đá U-23 châu Á | Thành tích Giải vô địch bóng đá U-23 châu Á | Thành tích Giải vô địch bóng đá U-23 châu Á | Thành tích Giải vô địch bóng đá U-23 châu Á | Thành tích Giải vô địch bóng đá U-23 châu Á |
| Năm                                         | Kết quả                                     | ST                                          | T                                           | H                                           | B                                           | BT                                          | BB                                          |                                             |
| ------------------------------------------- | ------------------------------------------- | ------------------------------------------- | ------------------------------------------- | ------------------------------------------- | ------------------------------------------- | ------------------------------------------- | ------------------------------------------- | ------------------------------------------- |
| 2013                                        | Không vượt qua vòng loại                    | Không vượt qua vòng loại                    | Không vượt qua vòng loại                    | Không vượt qua vòng loại                    | Không vượt qua vòng loại                    | Không vượt qua vòng loại                    | Không vượt qua vòng loại                    |                                             |
| 2016                                        | Không vượt qua vòng loại                    | Không vượt qua vòng loại                    | Không vượt qua vòng loại                    | Không vượt qua vòng loại                    | Không vượt qua vòng loại                    | Không vượt qua vòng loại                    | Không vượt qua vòng loại                    |                                             |
| 2018                                        | Không vượt qua vòng loại                    | Không vượt qua vòng loại                    | Không vượt qua vòng loại                    | Không vượt qua vòng loại                    | Không vượt qua vòng loại                    | Không vượt qua vòng loại                    | Không vượt qua vòng loại                    |                                             |
| 2020                                        | Không vượt qua vòng loại                    | Không vượt qua vòng loại                    | Không vượt qua vòng loại                    | Không vượt qua vòng loại                    | Không vượt qua vòng loại                    | Không vượt qua vòng loại                    | Không vượt qua vòng loại                    |                                             |
| 2022                                        | Không vượt qua vòng loại                    | Không vượt qua vòng loại                    | Không vượt qua vòng loại                    | Không vượt qua vòng loại                    | Không vượt qua vòng loại                    | Không vượt qua vòng loại                    | Không vượt qua vòng loại                    |                                             |
| 2024                                        | Không vượt qua vòng loại                    | Không vượt qua vòng loại                    | Không vượt qua vòng loại                    | Không vượt qua vòng loại                    | Không vượt qua vòng loại                    | Không vượt qua vòng loại                    | Không vượt qua vòng loại                    |                                             |
| Tổng số                                     | 0/6                                         | 0                                           | 0                                           | 0                                           | 0                                           | 0                                           | 0                                           |                                             |

### Bóng đá tại Đại hội Thể thao Đông Nam Á
| Bóng đá tại Đại hội Thể thao Đông Nam Á | Bóng đá tại Đại hội Thể thao Đông Nam Á | Bóng đá tại Đại hội Thể thao Đông Nam Á | Bóng đá tại Đại hội Thể thao Đông Nam Á | Bóng đá tại Đại hội Thể thao Đông Nam Á | Bóng đá tại Đại hội Thể thao Đông Nam Á | Bóng đá tại Đại hội Thể thao Đông Nam Á | Bóng đá tại Đại hội Thể thao Đông Nam Á | Bóng đá tại Đại hội Thể thao Đông Nam Á |
| Năm                                     | Kết quả                                 | Vị trí                                  | ST                                      | T                                       | H                                       | B                                       | BT                                      | BB                                      |
| --------------------------------------- | --------------------------------------- | --------------------------------------- | --------------------------------------- | --------------------------------------- | --------------------------------------- | --------------------------------------- | --------------------------------------- | --------------------------------------- |
| 2005                                    | Không tham dự                           | Không tham dự                           | Không tham dự                           | Không tham dự                           | Không tham dự                           | Không tham dự                           | Không tham dự                           | Không tham dự                           |
| 2007                                    | Không tham dự                           | Không tham dự                           | Không tham dự                           | Không tham dự                           | Không tham dự                           | Không tham dự                           | Không tham dự                           | Không tham dự                           |
| 2009                                    | Vòng bảng                               | 9th                                     | 4                                       | 0                                       | 0                                       | 4                                       | 1                                       | 28                                      |
| 2011                                    | Vòng bảng                               | 6th                                     | 5                                       | 2                                       | 0                                       | 3                                       | 4                                       | 8                                       |
| 2013                                    | Vòng bảng                               | 7th                                     | 4                                       | 1                                       | 1                                       | 2                                       | 5                                       | 8                                       |
| 2015                                    | Vòng bảng                               | 9th                                     | 5                                       | 1                                       | 0                                       | 4                                       | 4                                       | 10                                      |
| 2017                                    | Vòng bảng                               | 9th                                     | 5                                       | 1                                       | 0                                       | 4                                       | 2                                       | 8                                       |
| 2019                                    | Vòng bảng                               | 10th                                    | 4                                       | 0                                       | 0                                       | 4                                       | 2                                       | 18                                      |
| 2021                                    | Vòng bảng                               | 10th                                    | 4                                       | 0                                       | 0                                       | 4                                       | 3                                       | 13                                      |
| 2023                                    | Vòng bảng                               | 7th                                     | 4                                       | 1                                       | 0                                       | 3                                       | 3                                       | 8                                       |
| Tổng số                                 | Vòng bảng                               | 6th                                     | 35                                      | 6                                       | 1                                       | 28                                      | 24                                      | 101                                     |

### Giải vô địch bóng đá U-23 Đông Nam Á
| Thành tích Giải vô địch bóng đá U-23 Đông Nam Á | Thành tích Giải vô địch bóng đá U-23 Đông Nam Á | Thành tích Giải vô địch bóng đá U-23 Đông Nam Á | Thành tích Giải vô địch bóng đá U-23 Đông Nam Á | Thành tích Giải vô địch bóng đá U-23 Đông Nam Á | Thành tích Giải vô địch bóng đá U-23 Đông Nam Á | Thành tích Giải vô địch bóng đá U-23 Đông Nam Á | Thành tích Giải vô địch bóng đá U-23 Đông Nam Á | Thành tích Giải vô địch bóng đá U-23 Đông Nam Á |
| Năm                                             | Kết quả                                         | Vị trí                                          | ST                                              | T                                               | H                                               | B                                               | BT                                              | BB                                              |
| ----------------------------------------------- | ----------------------------------------------- | ----------------------------------------------- | ----------------------------------------------- | ----------------------------------------------- | ----------------------------------------------- | ----------------------------------------------- | ----------------------------------------------- | ----------------------------------------------- |
| 2005                                            | Vòng bảng                                       | 7/8                                             | 3                                               | 0                                               | 0                                               | 3                                               | 1                                               | 14                                              |
| 2011                                            | Bị hủy bỏ                                       | Bị hủy bỏ                                       | Bị hủy bỏ                                       | Bị hủy bỏ                                       | Bị hủy bỏ                                       | Bị hủy bỏ                                       | Bị hủy bỏ                                       | Bị hủy bỏ                                       |
| 2019                                            | Vòng bảng                                       | 6/8                                             | 3                                               | 1                                               | 0                                               | 2                                               | 1                                               | 5                                               |
| 2022                                            | Đồng hạng ba                                    | 3/8                                             | 4                                               | 2                                               | 1                                               | 1                                               | 6                                               | 3                                               |
| 2023                                            | Vòng bảng                                       | 9/10                                            | 2                                               | 0                                               | 0                                               | 2                                               | 1                                               | 4                                               |
| 2025                                            | Vòng bảng                                       | 9/10                                            | 2                                               | 0                                               | 1                                               | 1                                               | 4                                               | 8                                               |
| Tổng số                                         | Đồng hạng ba                                    | 3/8                                             | 14                                              | 3                                               | 2                                               | 9                                               | 13                                              | 34                                              |

### Các huấn luyện viên trong lịch sử
Tính đến 30 tháng 1 năm 2022
| Huấn luyện viên          | Năm dẫn dắt | Thành tích quốc tế | Thành tích quốc tế | Thành tích quốc tế | Thành tích quốc tế | Thành tích quốc tế |
| Huấn luyện viên          | Năm dẫn dắt | G                  | T                  | H                  | L                  | %                  |
| ------------------------ | ----------- | ------------------ | ------------------ | ------------------ | ------------------ | ------------------ |
| José Luís                | 2004–2006   | 10                 | 0                  | 0                  | 10                 | 000,0              |
| João Paulo Pereira       | 2007        | 2                  | 0                  | 0                  | 2                  | 000,0              |
| Pedro Correia de Almeida | 2007–2008   | 5                  | 0                  | 1                  | 4                  | 000,0              |
| Clodoaldo                | 2010        | 3                  | 0                  | 0                  | 3                  | 000,0              |
| Antonio Carlos Vieira    | 2011–2012   | 6                  | 1                  | 1                  | 4                  | 016,7              |
| Emerson Alcântara        | 2012–2014   | 4                  | 2                  | 0                  | 2                  | 050,0              |
| Manuel da Costa Soares   | 2015        | 1                  | 1                  | 0                  | 0                  | 100,0              |
| Fábio Magrão             | 2015–2016   | 3                  | 0                  | 1                  | 2                  | 000,0              |
| Fernando Alcântara       | 2015–2016   | 6                  | 0                  | 1                  | 5                  | 000,0              |
| Simón Elissetche         | 2017–2018   | 3                  | 1                  | 0                  | 2                  | 033,3              |
| Norio Tsukitate          | 2018–2019   | 9                  | 1                  | 1                  | 7                  | 011,1              |
| Fábio Magrão             | 2021–2022   | 7                  | 0                  | 1                  | 6                  | 000,0              |